# Synaphea brachyceras
Synaphea brachyceras är en tvåhjärtbladig växtart som beskrevs av Ryonen Butcher. Synaphea brachyceras ingår i släktet Synaphea och familjen Proteaceae. Inga underarter finns listade i Catalogue of Life.